# 特克澤河

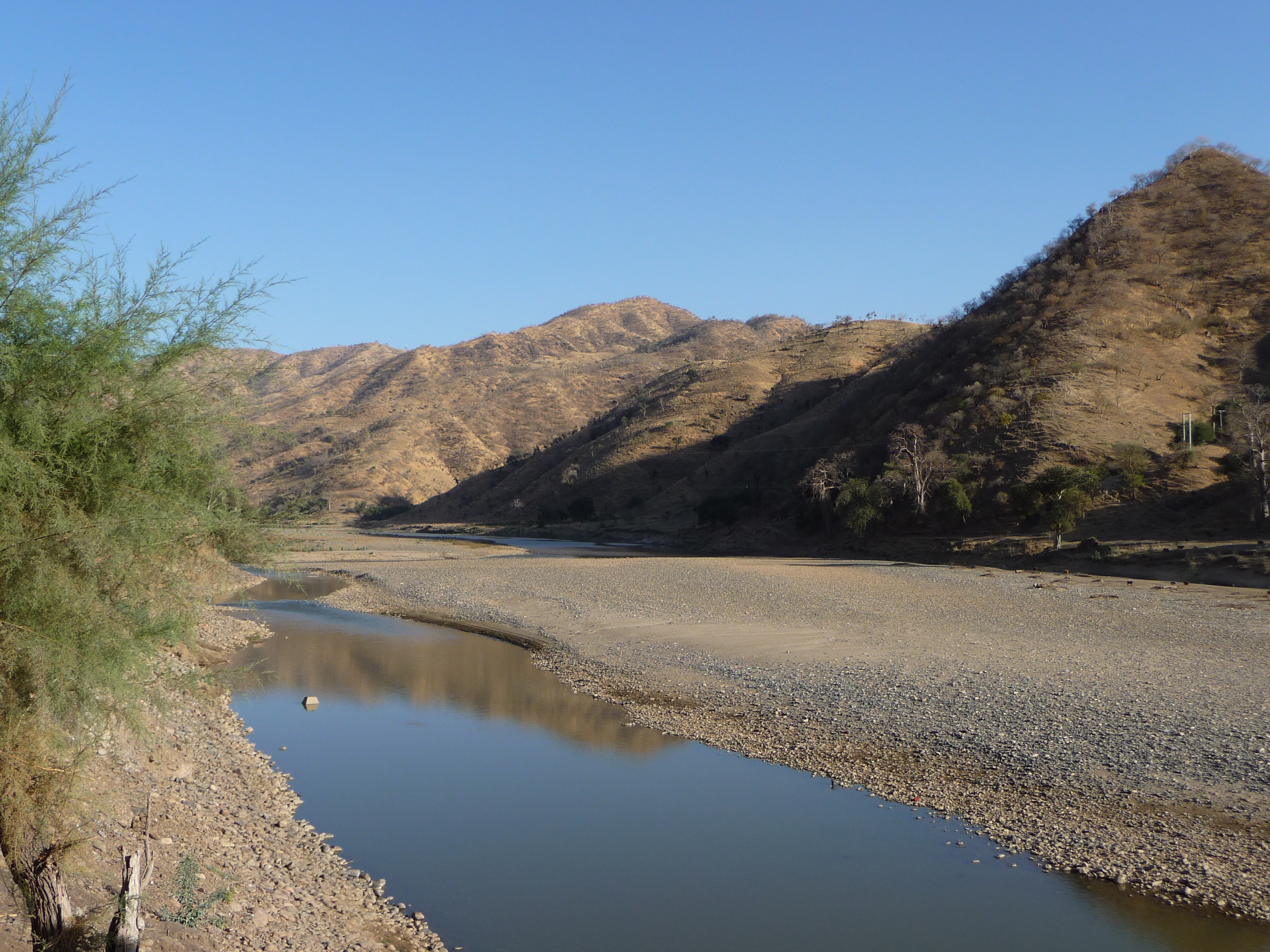
特克澤河

特克澤河（吉兹语：ተከዜ）為尼羅河支流阿特巴拉河的最遠源流。發源於埃塞俄比亞北部高地，向西北流至厄立特里亞邊界後，形成兩國最西端的界河。隨後流進蘇丹境內，注入阿特巴拉河本流。
根據埃塞俄比亞中央統計局的資料，特克澤河全長608公里，形成非洲最深的峽谷，最高深度超過2,000米。

## 外部連結
- Maps of Ethiopia （页面存档备份，存于） - Perry-Castañeda Library Map Collection, University of Texas at Austin